# Лоулань
Лоулань (Лу-лань, Лулан от кит. 樓蘭, пиньинь Lóulán; Шаньшань от кит. 鄯善; Кроран от уйг. كروران, Kroran, Кроран) — древний оазис и царство в пустыне Такла-Макан, важный пункт на Великом шёлковом пути между Хотаном и Дуньхуаном. В настоящее время полностью засыпан песками; археологическая зона — на территории Баян-Гол-Монгольского автономного округа.

## История

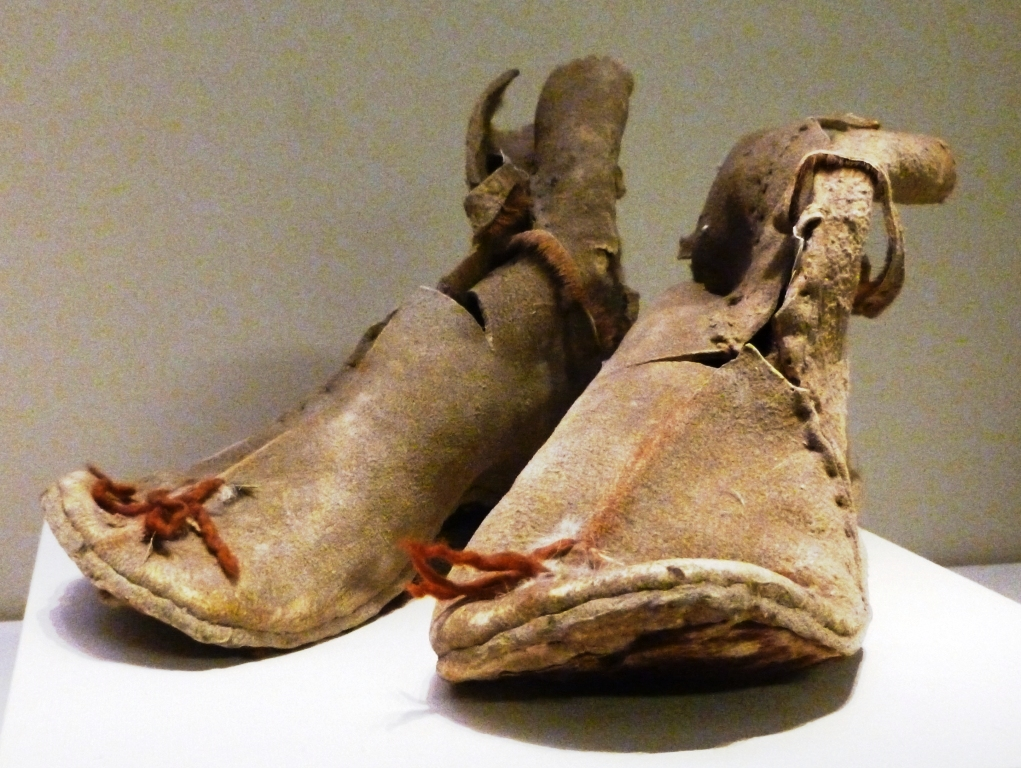
Сапоги из воловьей кожи из Лоуланя. Империя Хань
220 год до н. э. — 8 год н. э.

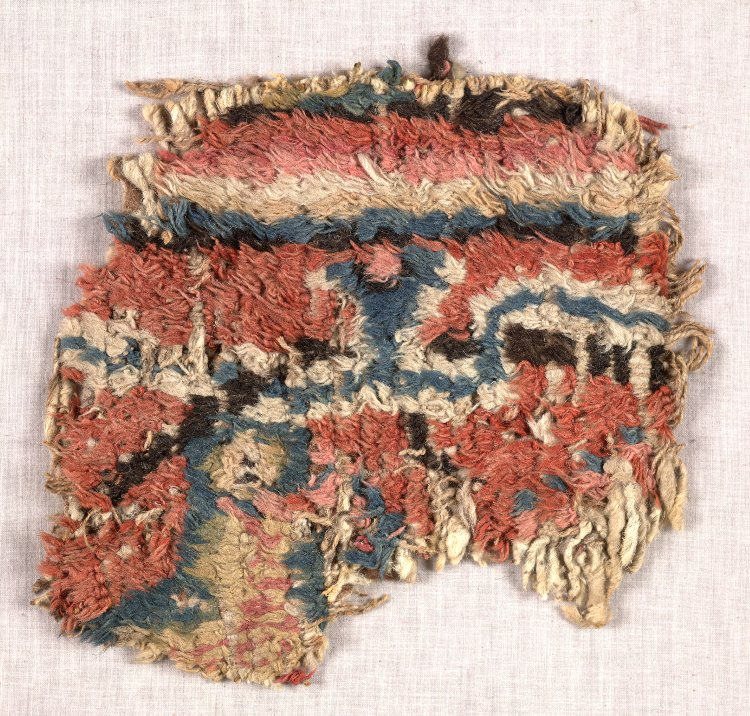
Фрагмент ковра, обнаруженный Аурелем Стейном в мусорной яме в Лоулане. III–IV века.

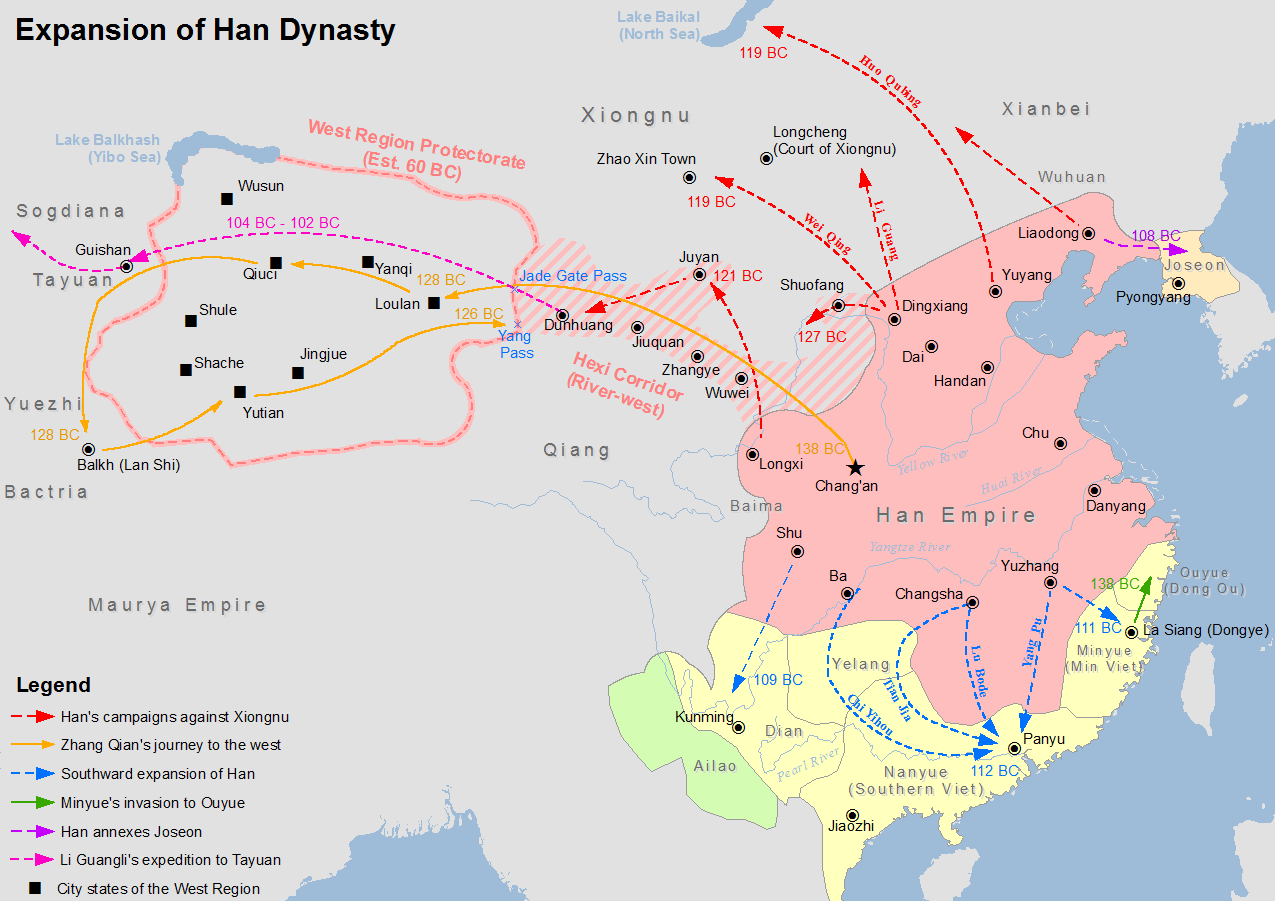
Кроран/Лоулань и несколько других индоевропейских оазисов царства в качестве протектората Западного региона Хань.

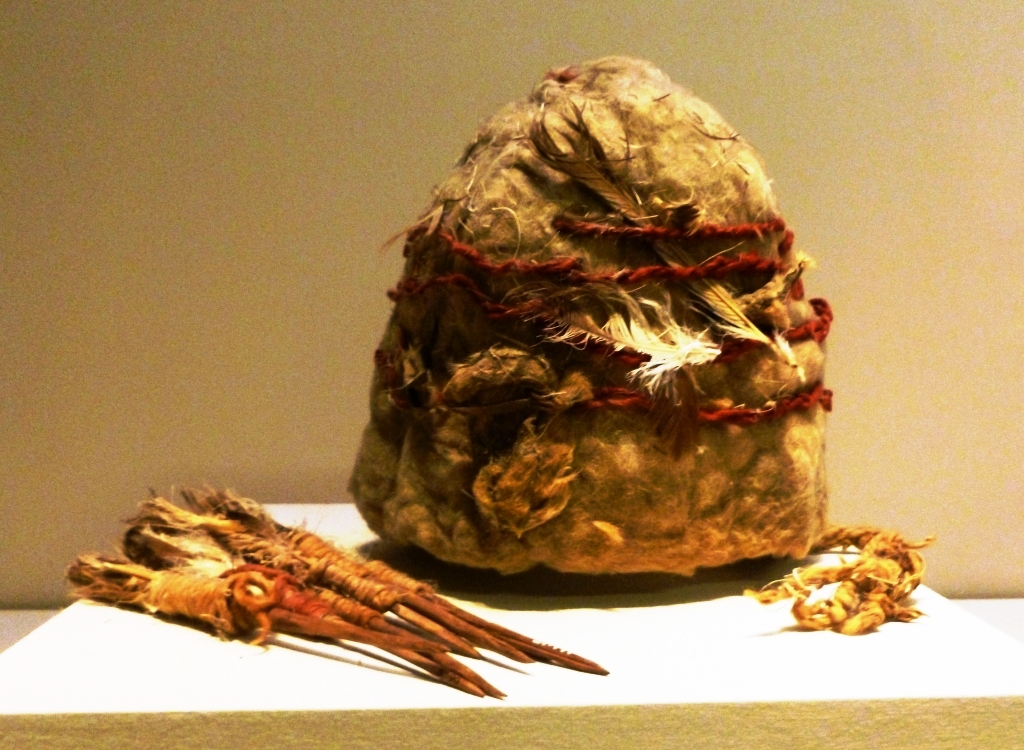
Шляпа из фетра и пера из Лоуланя. Ранняя династия Хань 202 год до н. э. — 8 год н. э.

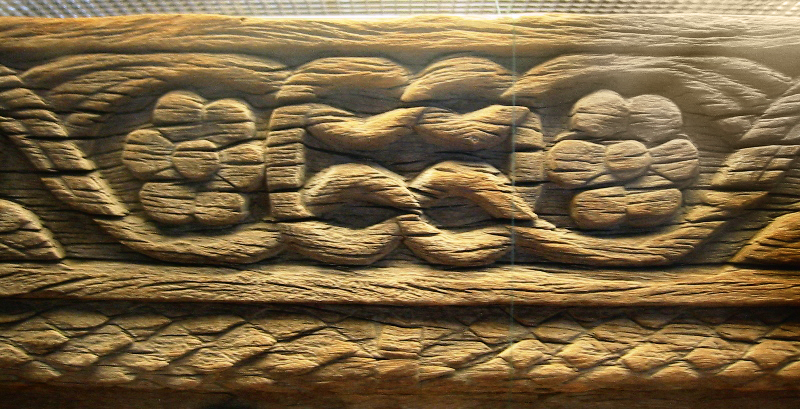
Резная деревянная балка из Лоуланя в Британском музее, III-IV века. Узоры показывают влияние древних западных цивилизаций.

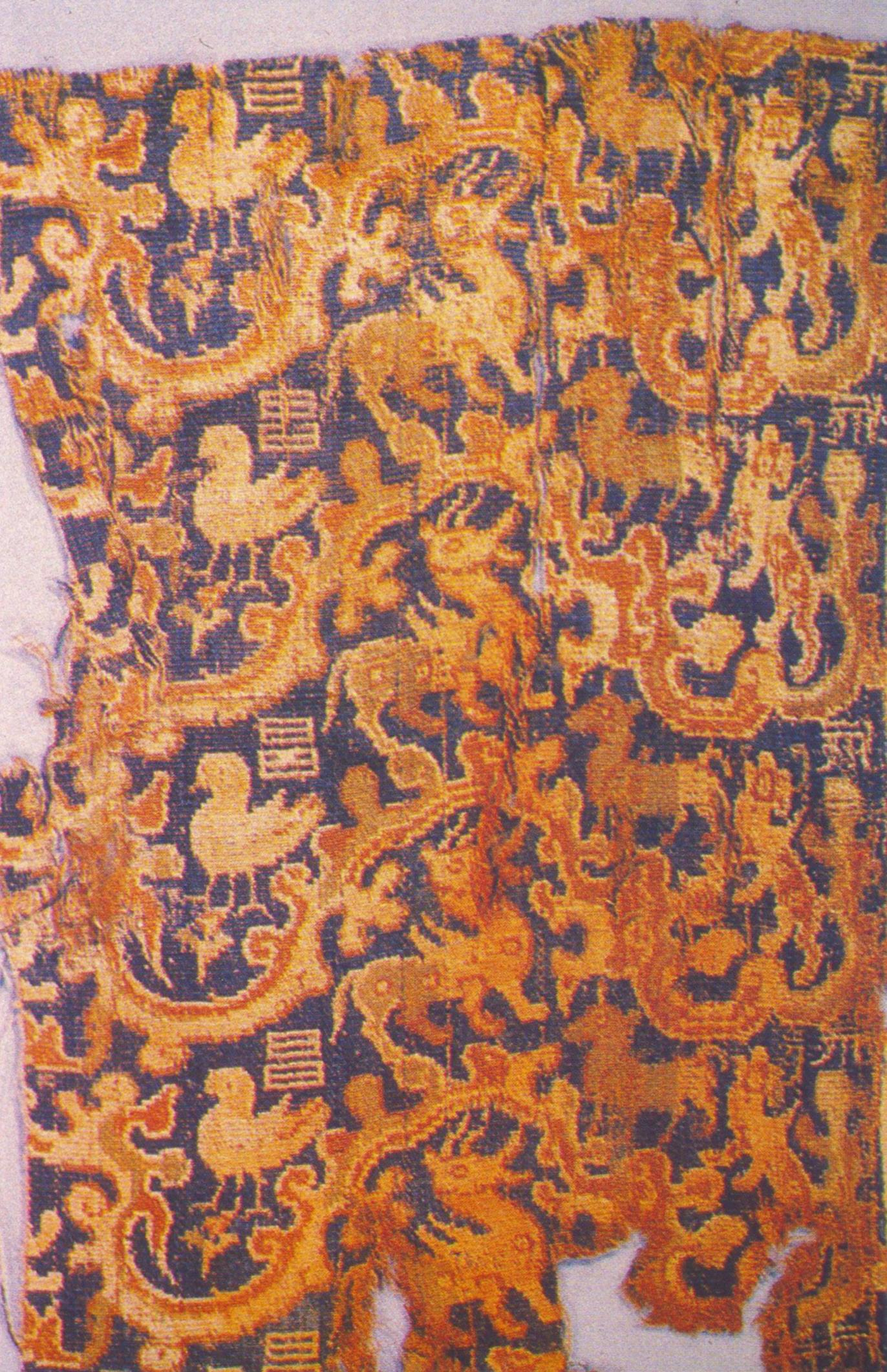
Шёлк из Лоуланя

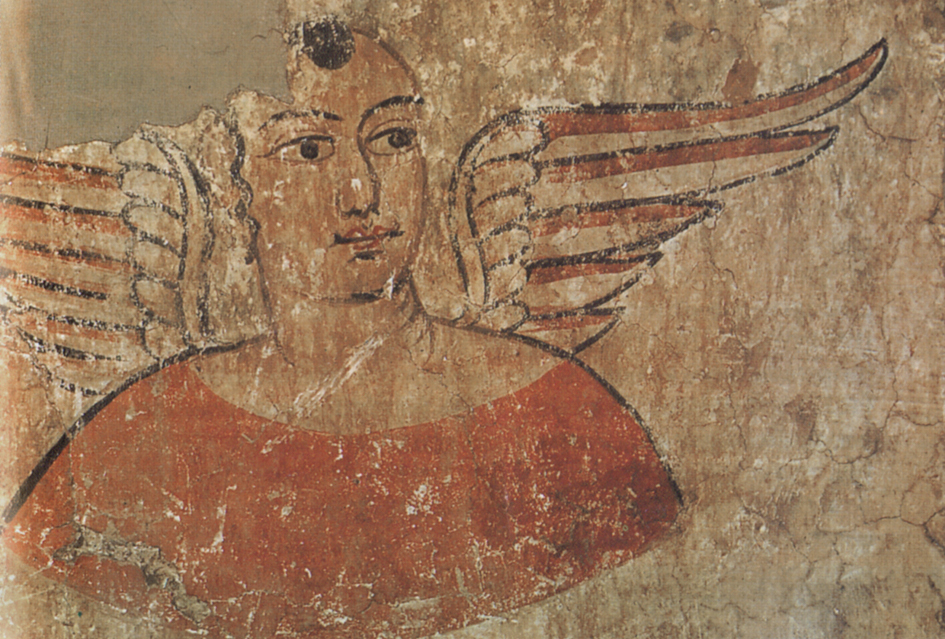
Крылатая мужская фигура с эллинистическим влиянием на фресках с подписью Тита в Лоулане в Миране (Синьцзян), III век н. э.

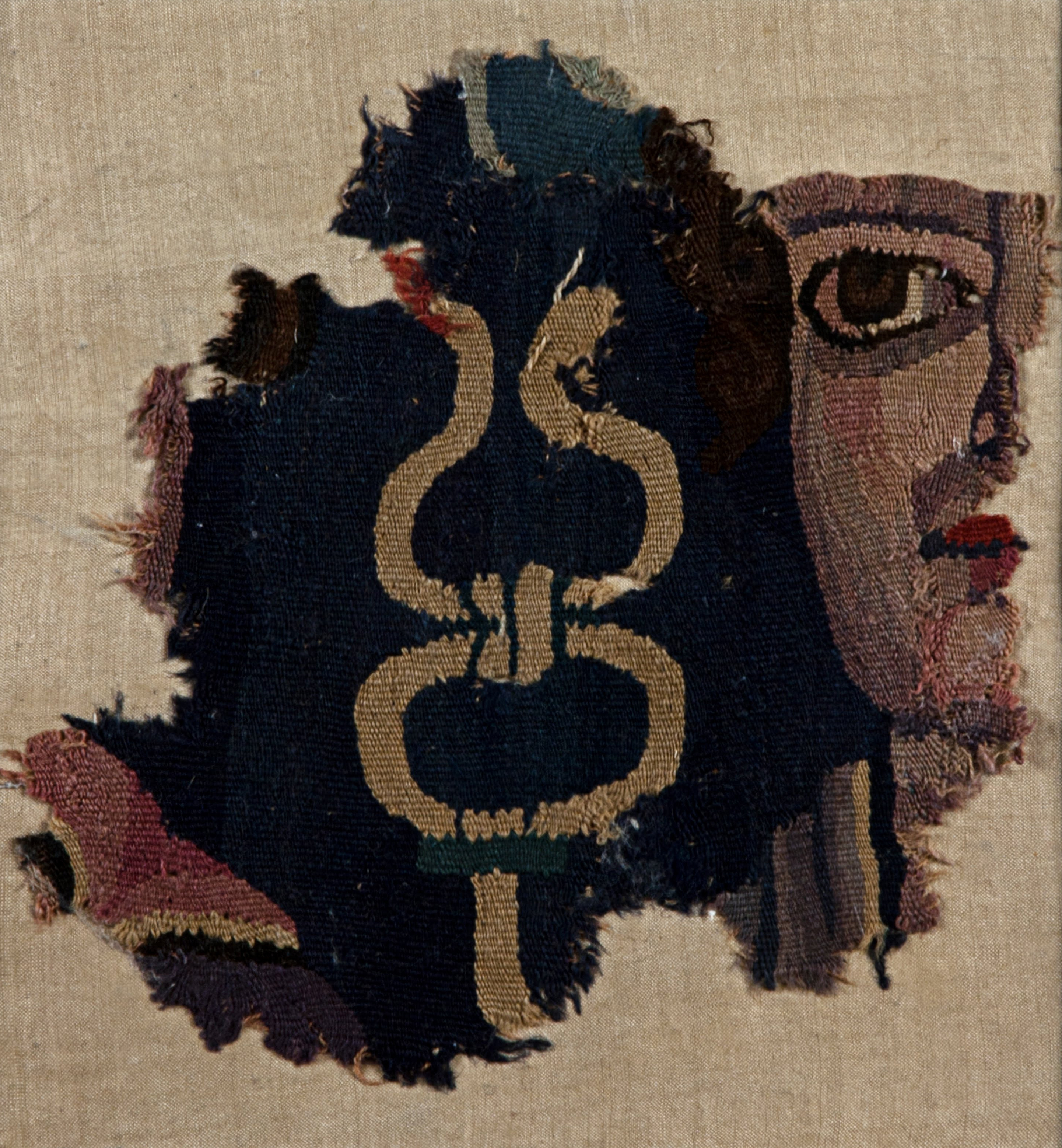
Лицо мужчины с кадуцеем 200–400 годы н. э. Посох предполагает греческое божество Гермес.

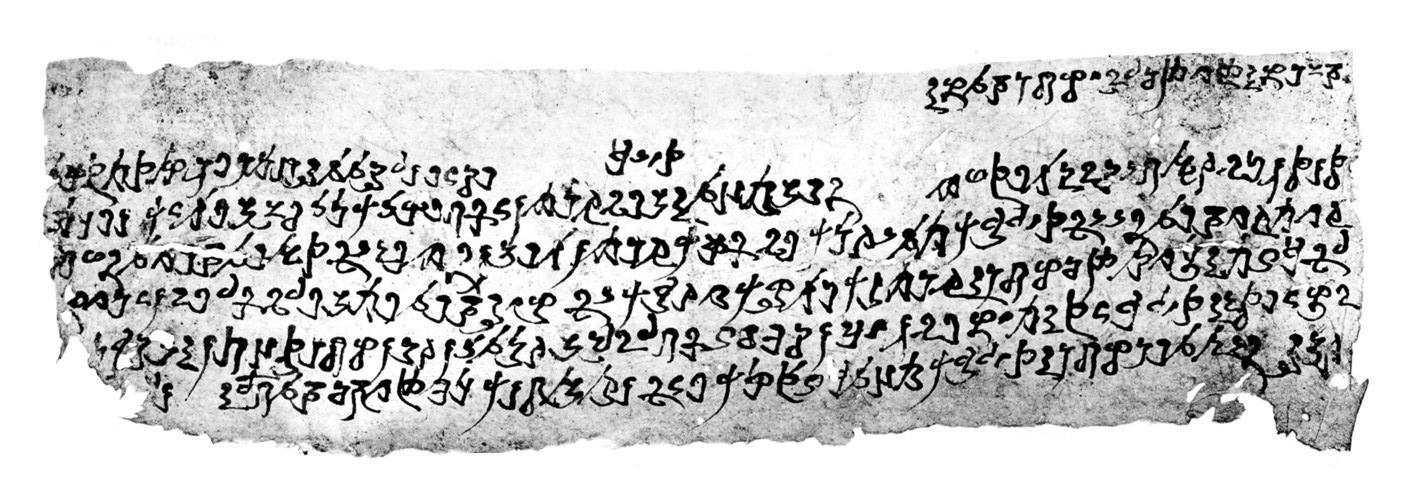
Документ на кхароштхи, найденный в Лоулане Аурелем Стейном

Лоулань впервые упоминается в письме хуннского шаньюя к ханьскому императору в 126 году до н. э. Оазис был центром царства Крорайна (Шаньшань), за который шла упорная борьба между степняками и китайцами. Путешественник Чжан Цянь упоминает его как укреплённый город (Ханьни (кит. 扞泥)) близ озера Лоб-Нор в 6 100 ли от столицы Китая Чанъаня.
Лоуланьцы, устав от дипломатической активности Китая в регионе, ввиду возросших расходов на содержание посольств, ограбили посла Ван Хуэя (кит. 王恢). Также они вступили в союз с хунну и помогали им ловить китайских послов. В 108 году до н. э. Хань У-ди отправил хоу Чжао Пону (кит. 趙破奴) с войском из отборной пехоты и союзной конницы против Лоулани. Проводником был Ван Хуэй. С 700 лёгкими всадниками Пону захватил князя Лоулани. Лоулань была захвачена, Давань и усуни устрашены. Хунну не замедлили атаковать оазис и князь Лоулани был вынужден отправить одного сына заложником в хунну, другого в Китай. При походе китайцев на Давань в 105—104 годах до н. э. во главе с Ли Гуанли эршинским, Император заподозрил лоуланьцев в связях с хунну. Лоуланьского князя доставили императору, но тот оправдался, сославшись на слабость княжества по сравнению с великими державами и попросил принять его в подданство. Хунну перестали доверять Шаньшани. В 92 году до н. э. старый князь умер и старейшины приехали к императору просить вернуть наследника. Но У-ди вероломно кастрировал его и отправил работать в шелкопрядную, а старейшинам ответил, что заложника не отпустит, а они пусть выберут князем следующего брата. От нового князя также потребовали сына в заложники. Хунну поступили также. Новый князь вскоре умер и хунну стали продвигать своего заложника Чангуя (кит. 嘗歸) на трон. Хань Чжоу-ди пытался вызвать его в Чанъань, но мачеха настояла, чтобы князь не поддавался на уговоры китайцев. Чжоу-ди решил, что Лоулань предалась хунну.
В 77 году до н. э. Фу Цзецзы (кит. 傅介子) был отправлен убить князя Чангуя. Под видом преподнесения императорских даров Цзецзы напоил князя на пиру. После этого он пригласил князя на тайные переговоры, где его закололи два силача из свиты Цзецзы. Цзецзы быстро объявил князем китайского заложника (брата убитого Чангуя) Юйтуци (кит. 尉屠耆). Шань Шань становится данником ханьских императоров. Голову князя отправили императору. Юйтуци стал князем, Лоулань получила китайское наименование Шаньшань. В городе Исюнь (кит. 伊循) был размещён китайский гарнизон из офицера и 40 солдат-поселенцев. Было установлено соединение с Черченом, где имелись лучшие условия для размещения войск из-за богатства почвы и оседлости жителей.
По ханьской переписи, в княжестве было: 1570 домовладений, 14 100 человек, 2912 воинов. Аппарат: наместник «фуго-хоу» (кит. 輔國侯), цуху-хоу (кит. 卻胡侯), шаньшань дувэй (кит. 鄯善都尉, начальник военного округа Шаньшань), цзычэши-дувэй (кит. 擊車師都尉), левый и правый цецюй (кит. 且渠), цзычэши-цзюнь (кит. 擊車師君各), а также два переводчика (кит. 譯長). До следующего оазиса Чеши 1890 ли на северо-запад. Почва плохая, песчаная и солончаковая. Полей мало, зерно докупают из соседних земель. Добыча яшмы. Растёт тростник, тамарикс китайский (Tamarix chinensis), тополь евфратский, перистощетинник (Pennisetum centrasiati). Жители, главным образом, кочевники. Много верблюдов, ослов, лошадей. Производство оружия, как у цянов.
Ещё в III веке на территории города стоял китайский гарнизон. В начале V века в Лоулань прибыл китайский монах Фасянь со спутниками. Он отметил, что князь покровительствует буддизму, в княжестве жило около 400 хинаянских монахов разной степени обученности.
В 436 году брат местного князя — Суянь (кит. 素延) приехал в Китай для службы. В середине V века Цзюйцюй Ухуэй (Северная Лян) захватил Дуньхуан. Оттуда он отправил войска против шаньшаньского князя Билуна (кит. 比龍), который первоначально хотел покориться, но послы из Бэй Вэй возвращавшиеся из Индии, уговорили его сопротивляться. Войска Ухуэя отступили. Вскоре Билун бежал в Черчен, а княжество сдалось. Тоба Дао отправил своего генерала Ван Дугуя (кит. 萬度歸) выбить лянцев из Шаньшани. Оставив в Дунхуане обоз, он с 5000 лёгкой кавалерии направился в Шаньшань. Дугуй приказал милостиво обращаться с жителями и население встало на его сторону, хотя первоначально разбежалось. Вскоре князь Шаньшани Чжэньда (кит. 真達) явился к Дугую со связанными руками. Он был помилован и признал себя вассалом Вэй. Тоба Дао назначил гуна Хань Ба генералом-умиротворителем запада, а Чжэньда стал начальникам китайского гарнизона в Шаньшани с правом собирать дань.
Однако из-за прогрессирующего опустынивания во времена империи Тан он был окончательно заброшен.

## Раскопки
На руины Лоулани наткнулся в 1899 году шведский путешественник Свен Гедин. По следам его открытия город исследовали японские экспедиции Отани Кодзуя. Первое основательное исследование территории провёл в 1906 и 1914 годах археолог Аурель Стейн. Ему удалось обнаружить не только остатки укреплений, но и фрагменты шёлковых тканей.
Китайская археологическая экспедиция 1980 года установила наличие в Лоулани сложной ирригационной системы, включавшей канал в 5 метров глубиной, и ряда культовых сооружений, таких как буддийская ступа.
Письменные тексты составлены на одном из пракритских языков и записаны на кхароштхи. В лексике отмечен значительный массив заимствований из неизвестного тохарского языка (т. н. «тохарский С»). Дж. П. Мэллори предполагает, что древние жители оазиса говорили на этом неизвестном тохарском наречии.
Из Лоулани происходят так называемая Лоуланьская красавица и другие таримские мумии европеоидной расы, возраст которых составляет 3800 лет. Это свидетельствует о глубокой древности поселения.

## В популярной культуре
- История и начало раскопок Лоуланя беллетризованы в одноимённом рассказе японского писателя Ясуси Иноуэ[4].